# Eagris
Eagris es un género de lepidópteros ditrisios de la subfamilia Pyrginae  dentro de la familia Hesperiidae. Se encuentra en África.

## Especies
- Eagris decastigma Mabille, 1891
- Eagris denuba (Plötz, 1879)
- Eagris hereus (Druce, 1875)
- Eagris lucetia (Hewitson, 1875)
- Eagris nottoana (Wallengren, 1857)
- Eagris sabadius (Gray, 1832)
- Eagris subalbida (Holland, 1893)
- Eagris tetrastigma (Mabille, 1891)
- Eagris tigris Evans, 1937